# Plagiothecium submollicaule
Plagiothecium submollicaule là một loài rêu trong họ Plagiotheciaceae. Loài này được Broth. ex Herzog mô tả khoa học đầu tiên năm 1920.